# 護士 (哥倫比亞電視劇)
《護士》（西班牙語：Enfermeras）是哥伦比亚電視連續劇，於2019年10月23日在第RCN電視公司上映。

## 演员
- 戴安娜·霍尔斯 饰演 玛丽亚·克拉拉·冈萨雷斯
- 塞巴斯蒂安·卡瓦哈尔 饰演 卡洛斯·佩雷斯
- 维纳·马查多 饰演 荣耀马约尔加·莫雷诺
- 朱利安·特鲁希略 饰演 阿尔瓦罗·罗哈斯
- 卢乔·贝拉斯科 饰演 曼努埃尔·阿尔贝托·卡斯特罗
- 尼娜·凯塞多 饰演 阳光安吉·委拉斯开兹
- 费德里科·里维拉 饰演 赫克托·鲁比亚诺《可可》
- 玛丽亚·曼努埃拉·戈麦斯 饰演 瓦伦蒂娜·杜阿尔特·冈萨雷斯
- 克里斯蒂安·罗哈斯 饰演 卡米洛·杜阿尔特·冈萨雷斯
- 卢西亚诺·达历山德罗 饰演 菲利克斯·安德拉德[3]
- 马吉达·伊萨 饰演 亚历克斯·卢汉[4]
- 哈维尔·贾丁 饰演 约翰·保罗·瓦尔德拉玛[4]